# Johann Ambrosius Barth

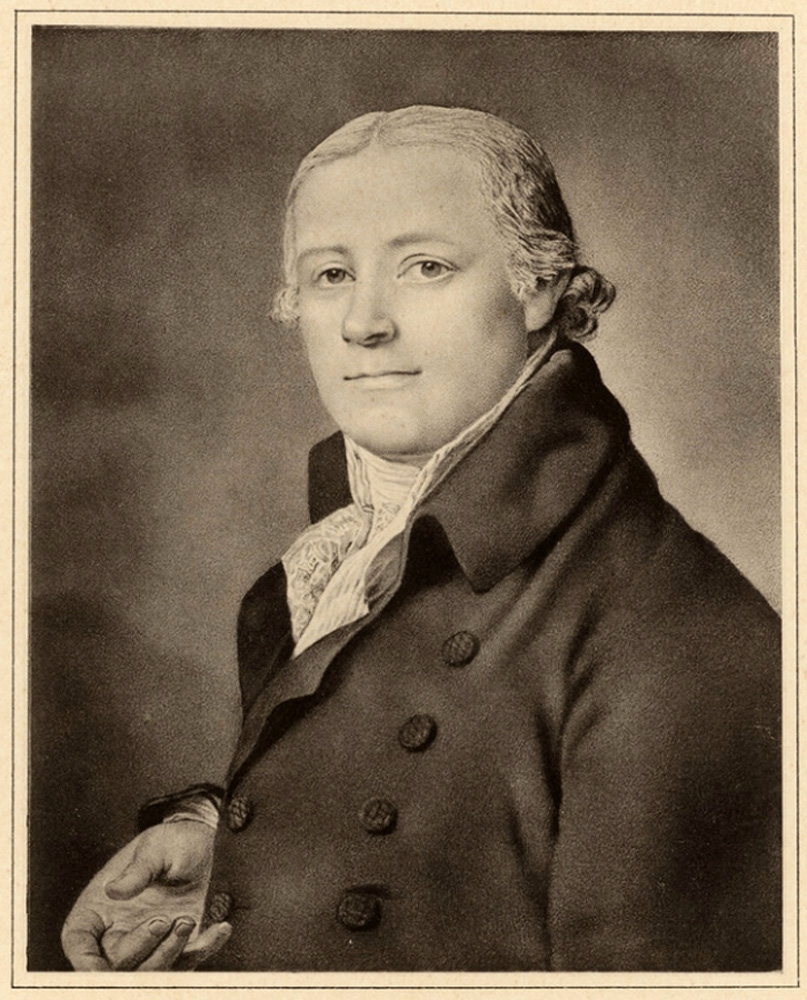
Johann Ambrosius Barth

Johann Ambrosius Barth (* 8. Juni 1760 in Thalschütz bei Merseburg; † 16. Juli 1813 in Leipzig) war ein deutscher Buchhändler und Verleger. Er war der Namensgeber für den Johann Ambrosius Barth Verlag, der bis 1999 bestand.

## Leben
Johann Ambrosius Barth war der Sohn des Bauern und Richters Johann Samuel Barth (1730–1790) und seiner Ehefrau Maria Elisabeth, geborene Mehlgarten. Seine buchhändlerische Ausbildung erfuhr er in Halle und Berlin.
1789 heiratete Barth die Witwe Catharina Wilhelmina Haug, geborene Mann, (1755–1799) und übernahm 1790 deren Verlag, den ihr erster Ehemann Johann Philipp Haug (1747–1784) im Jahr 1780 in Leipzig gegründet hatte.
Unter Barth widmete sich der Verlag neben der Unterhaltungsliteratur zunehmend der Herausgabe wissenschaftlicher Werke, wobei anfangs die Theologie den Schwerpunkt bildete. Aber auch Geschichte, Medizin, Pädagogik, Naturwissenschaften und Philosophie begannen sich zu etablieren.  Mit der Zeitschrift Annalen der Physik bekam der Verlag eine solide wissenschaftliche und finanzielle Grundlage.
1811 wurde Barth als Buchhandelsdeputierter gewählt und setzte sich in dieser Eigenschaft für Verbesserungen im Buchhandel ein, dabei unter anderem für Neuregelungen im Zensurwesen, den Kampf gegen den Nachdruck und die Freiheit des Handels.
Barth war Mitglied des Armendirektoriums von Leipzig  und übernahm zu Beginn der Befreiungskriege soziale Dienste im Militärlazarett. Er starb nach einer Infektion an Spitaltyphus. Darauf übernahm sein Sohn Wilhelm Ambrosius den Verlag.
1925 ehrte ihn die Stadt Leipzig durch die Benennung einer Grünanlage im Stadtteil Stötteritz als Ambrosius-Barth-Platz.